# Gianfrancesco Guarnieri
Gianfrancesco Sigfrido Benedetto Martinenghi De Guarnieri (Milão, 6 de agosto de 1934 – São Paulo, 22 de julho de 2006) foi um ator, diretor, dramaturgo e poeta italiano naturalizado brasileiro. Um artista de destaque no Teatro de Arena de São Paulo, sua mais importante obra é Eles Não Usam Black-Tie. Em 2006, foi homenageado na 18ª edição do Prêmio Shell de Teatro de São Paulo, por sua contribuição ao teatro brasileiro.

## Biografia
Nasceu em Milão, Itália, em 6 de agosto de 1934, filho de músicos antifascistas. Seus pais, o maestro Edoardo Guarnieri e a harpista Elsa Martinenghi, decidiram mudar para o Brasil em 1936, se estabelecendo no Rio de Janeiro. No início dos anos 1950, a família se mudou para São Paulo. Líder estudantil desde a adolescência, Guarnieri começou a fazer teatro amador com Oduvaldo Vianna Filho (Vianinha) e um grupo de estudantes de São Paulo. Em 1955, criaram o Teatro Paulista do Estudante, com orientação de Ruggero Jacobbi. No ano seguinte, o TPE uniu-se ao Teatro de Arena, fundado e dirigido por José Renato.

## Carreira

#### Teatro

Gianfrancesco Guarnieri (1973).

Sua peça de estreia como dramaturgo foi Eles Não Usam Black-Tie, encenada em 1958 pelo Teatro de Arena. Com direção de José Renato, o elenco contou com grandes talentos que começavam a despontar no teatro brasileiro, como o próprio Guarnieri (no papel de Tião), com a estreia profissional de Lelia Abramo (Romana), Miriam Mehler (Maria), Flavio Migliaccio (Chiquinho), Eugênio Kusnet (Otávio), Francisco de Assis (Jesuíno), Henrique César (João), Celeste Lima (Teresinha), Riva Nimtz (Dalva) e Milton Gonçalves (Bráulio).
Programada para encerrar o trabalho do grupo, que vivia uma crise financeira, alcançou sucesso imenso, sendo um dos marcos da renovação do teatro brasileiro da época. A peça, o autor e o elenco foram premiados pelo então governador de São Paulo, Jânio Quadros, e o Arena foi salvo da crise financeira que há tempos assolava o grupo. Paralelamente, o diretor Roberto Santos dava o pontapé inicial no Cinema Novo com o filme O Grande Momento, protagonizado por Guarnieri e Miriam Pérsia.
Atento a isso, o diretor Sandro Polloni encomendou uma peça a Guarnieri para ser encenada pela companhia de Maria Della Costa, esposa de Sandro e de cuja companhia teatral ele era o diretor. Guarnieri saiu do Arena por um tempo para poder realizar esse trabalho com Maria Della Costa. Em 1959 veio à luz Gimba, Presidente dos Valentes. Era o primeiro trabalho de Guarnieri em palco italiano e a direção ficou a cargo de Flávio Rangel. Levava à cena de maneira pioneira a realidade dos morros cariocas, em forma de musical, inspirando-se em parte na sua própria experiência de vida. A encenação foi espetacular e a peça passou os meses seguintes excursionando pela Europa, sendo apresentada no Festival das Nações, na França.
A Semente estreou em 1961, no TBC, também contando com a direção de Flávio Rangel. A peça, de cunho abertamente político e inteiramente fora dos padrões do TBC, abordava de forma contundente a militância comunista, criticando tanto os métodos da direita quanto da esquerda. Embora contasse com atores consagrados, como Leonardo Villar, Cleyde Yáconis, Stênio Garcia e Natália Timberg, além do próprio Guarnieri, fosse uma montagem grandiosa e com o aval da crítica, a peça teve problemas homéricos com a censura, o que acabou esfriando o interesse dos frequentadores do então chamado Templo Burguês do Teatro Paulista, o que fez a peça sair rapidamente de cartaz. Nesse mesmo ano, ainda no TBC, Guarnieri participou de duas montagens de Flávio Rangel: Almas Mortas, de Gogol, e a primeira montagem de A Escada, de Jorge Andrade.
Em 1962, voltou para o Arena, não só como ator e autor, mas como sócio proprietário. José Renato se alternava entre vários trabalhos no Rio e em São Paulo, e o Teatro de Arena acabou se tornando uma sociedade entre Guarnieri, Augusto Boal, Paulo José, Juca de Oliveira e o cenógrafo Flávio Império. Juntos participaram de várias peças nessa nova fase, como A Mandrágora, de Maquiavel (1962) e O Melhor Juiz, o Rei, de Lope de La Vega (1963).
O Filho do Cão, de 1964, primeiro texto de Guarnieri desde A Semente, tratava da questão do misticismo religioso e da reforma agrária já em um turbulento contexto político. A partir desse momento, sua carreira, como a de todos os intelectuais ideologicamente filiados à esquerda, passou por momentos difíceis. Opta então por utilizar uma linguagem metafórica e alegórica que tomaria corpo em montagens como os musicais Arena conta Zumbi, tendo como destaque a música "Upa Neguinho", com parceria de Edu Lobo, e Arena conta Tiradentes, feitos em parceria com Augusto Boal. Na década seguinte daria prosseguimento a esse estilo em peças como Castro Alves Pede Passagem (1971) e, principalmente, Um Grito Parado no Ar (1973), que encenava as dificuldades da classe artística naquele período, e Ponto de Partida (1976), onde utilizava uma vila da Idade Média como pano de fundo para focalizar a repressão a partir da morte do jornalista Vladimir Herzog, pontos capitais do teatro brasileiro nos anos 70.
Na década de 80, sua carreira como autor de teatro se tornaria cada vez mais esparsa, lançando poucos textos. Em 1988, escreveu Pegando Fogo Lá Fora. Em 1995, viria A Canastra de Macário, que é o momento em que sua saúde lhe dá o primeiro susto, com um aneurisma na aorta. Em 1998, escreve com o filho Cláudio a peça Anjo na Contramão. Sua última peça foi A Luta Secreta de Maria da Encarnação, realizada em 2001.
Subiu num palco pela última vez no dia 15 de agosto de 2005, no mesmo Teatro Maria Della Costa onde 46 anos antes apresentou a peça Gimba. Fez o papel de Marcelo Belluomo na gravação da peça Você Tem Medo do Ridículo, Clark Gable?, de Analy Alvarez, com direção de Roberto Lage, para o programa Senta que lá vem comédia, da TV Cultura. O programa contou com a participação das atrizes Arlete Montenegro, Sônia Guedes, André Latorre, Neuza Velasco e o ator Luiz Serra, que foi ao ar no dia 24 de setembro do mesmo ano.
Escreveu em 1960, o libreto da ópera Um Homem Só, de Camargo Guarnieri. Foi parceiro musical de compositores como Adoniran Barbosa, Carlos Lyra, Edu Lobo, Toquinho e Sérgio Ricardo.

#### Televisão
A partir do final dos anos 50, passou a conciliar sua bem-sucedida atividade no teatro com uma presença cada vez maior na televisão e no cinema. Virou, assim, um dos nossos melhores e mais populares atores. Em televisão, atuou em novelas como A Muralha (1968) e Mulheres de Areia (1973-74), ambas de Ivani Ribeiro, Éramos Seis (1977), Jogo da Vida (1981-82), Cambalacho (1986), Rainha da Sucata (1990) e A Próxima Vítima (1995), todas de Sílvio de Abreu, Sol de Verão (1982-83), de Manoel Carlos, Vereda Tropical (1984-85), de Carlos Lombardi, Mandala (1987-88), de Dias Gomes e Que Rei Sou Eu? (1989), de Cassiano Gabus Mendes, além de minisséries como Anos Rebeldes (1992), de Gilberto Braga e Incidente em Antares (1994), de Nelson Nadotti e Charles Peixoto, baseada no livro homônimo de Érico Veríssimo. O público mais jovem provavelmente o reconhece pelo papel do carinhoso e divertido avô Orlando Silva, da série juvenil Mundo da Lua (1991-92), escrita por Flávio de Souza.

#### Cinema
No cinema, além de protagonizar O Grande Momento, também participou de filmes como O Jogo da Vida (1976), de Maurice Capovilla, Gaijin – Os Caminhos da Liberdade (1980), de Tizuka Yamasaki, Eles Não Usam Black-Tie (1981), de Leon Hirszman (versão para sua peça em que desta vez interpretou o pai sindicalista), filme que ganhou o Prêmio Especial do Júri no Festival de Veneza, A Próxima Vítima (1983), de João Batista de Andrade, Beijo 2348/72 (1990), de Walter Rogério e O Quatrilho (1995), de Fábio Barreto. Seu último filme foi Contos de Lygia, de 1998, no qual contracenou com Natália Thimberg sob direção de Del Rangel.

#### Política
Foi Secretário da Cultura da cidade de São Paulo entre 1984 e 1986, durante o governo de Mário Covas. Nessa oportunidade procurou valorizar as ações comunitárias. Era comunista declarado e ativo, ligado ao Partido Comunista.

### Vida pessoal
Guarnieri casou-se pela primeira vez em 1958, com a jornalista Cecília Thompson, com quem teve dois filhos, Paulo e Flávio Guarnieri, ambos também atores. Com sua companheira dos últimos 40 anos, a socióloga Vanya Sant'Anna, teve mais três filhos, Cláudio (Cacau) e Mariana, que também seguiram carreira teatral, e o mais novo, Fernando Guarnieri.
Gianfrancesco Guarnieri gravava no Teatro Oficina a telenovela Belíssima, da Rede Globo, em que interpretava o personagem Pepe, no dia 2 de junho de 2006, quando sentiu-se mal, sendo internado no Hospital Sírio-Libanês, onde veio a falecer de insuficiência renal crônica, cinquenta dias depois, no dia 22 de julho. Foi enterrado no cemitério Jardim da Serra, na cidade de Mairiporã, onde morava.

## Filmografia

### Televisão
| Ano     | Título                   | Personagem                 | Notas                                                      | Emissora          |
| ------- | ------------------------ | -------------------------- | ---------------------------------------------------------- | ----------------- |
| 1967    | O Tempo e o Vento        | Padre Alonso               |                                                            | Rede Excelsior    |
| 1967    | A Hora Marcada           | André                      |                                                            | Rede Tupi         |
| 1968    | O Terceiro Pecado        | Alexandre                  |                                                            | Rede Excelsior    |
| 1968    | A Muralha                | Leonel Olinto              |                                                            | Rede Excelsior    |
| 1969    | Os Estranhos             | Bernardo                   |                                                            | Rede Excelsior    |
| 1969    | Dez Vidas                | Tomás Antônio Gonzaga      |                                                            | Rede Excelsior    |
| 1970    | O Meu Pé de Laranja Lima | Ariovaldo                  |                                                            | Rede Tupi         |
| 1971    | Nossa Filha Gabriela     | Giuliano                   |                                                            | Rede Tupi         |
| 1972    | Signo da Esperança       | Emílio                     |                                                            | Rede Tupi         |
| 1972    | Camomila e Bem-Me-Quer   | Olegário                   |                                                            | Rede Tupi         |
| 1973    | Mulheres de Areia        | Tonho da Lua               |                                                            | Rede Tupi         |
| 1974    | Os Inocentes             | Chico                      |                                                            | Rede Tupi         |
| 1974    | Caso Especial            | Osvaldinho                 | Episódio: "Turma, Doce Turma"                              | Rede Globo        |
| 1975    | Caso Especial            | Silênio                    | Episódio: "Solidão"                                        | Rede Globo        |
| 1977    | Éramos Seis              | Júlio Abílio de Lemos      |                                                            | Rede Tupi         |
| 1978    | Roda de Fogo             | Vítor                      |                                                            | Rede Tupi         |
| 1979    | Cabocla                  | Padre Genésio              |                                                            | Rede Globo        |
| 1981    | Rosa Baiana              | Agenor de Jesus            |                                                            | Rede Bandeirantes |
| 1981    | Jogo da Vida             | Manoel Vieira de Souza     |                                                            | Rede Globo        |
| 1982    | Sol de Verão             | Caetano Spina              |                                                            | Rede Globo        |
| 1983    | Sabor de Mel             | Pedrão                     |                                                            | Rede Bandeirantes |
| 1984    | Vereda Tropical          | Jamil Beirut / Genaro      |                                                            | Rede Globo        |
| 1986    | Cambalacho               | Jerônimo Machado (Jejê)    |                                                            | Rede Globo        |
| 1987    | Helena                   | Walter Scott               |                                                            | Rede Manchete     |
| 1987    | Mandala                  | Túlio Silveira             |                                                            | Rede Globo        |
| 1989    | Que Rei Sou Eu?          | Rei Petrus II de Avillan   |                                                            | Rede Globo        |
| 1989    | Cortina de Vidro         | Artur                      |                                                            | SBT               |
| 1990    | Rainha da Sucata         | Irineu Saldanha (Saldanha) |                                                            | Rede Globo        |
| 1991–92 | Mundo da Lua             | Orlando Silva              |                                                            | TV Cultura        |
| 1992    | Anos Rebeldes            | Dr. Salviano               |                                                            | Rede Globo        |
| 1992    | Você Decide              | Magalha                    | Episódio: "Palavras de Amor"                               | Rede Globo        |
| 1993    | O Mapa da Mina           | Vicente Rocha              |                                                            | Rede Globo        |
| 1994    | Incidente em Antares     | Pudim de Cachaça           |                                                            | Rede Globo        |
| 1995    | A Próxima Vítima         | Eliseo Giardini            |                                                            | Rede Globo        |
| 1996    | Razão de Viver           | Alcides                    |                                                            | SBT               |
| 1997    | Canoa do Bagre           | Juarez dos Anjos           |                                                            | RecordTV          |
| 1998    | Serras Azuis             | Dr. Gross                  |                                                            | Rede Bandeirantes |
| 1998    | Meu Pé de Laranja Lima   | Manuel Valadares (Portuga) |                                                            | Rede Bandeirantes |
| 1999    | Terra Nostra             | Giulio Splendore           |                                                            | Rede Globo        |
| 2000    | Vidas Cruzadas           | Policarpo Quaresma         |                                                            | RecordTV          |
| 2002    | Esperança                | Pelegrini                  |                                                            | Rede Globo        |
| 2004    | Metamorphoses            | Dr. Eugênio Alencastro     |                                                            | RecordTV          |
| 2005    | Belíssima                | Pepe Molina                | Episódios: "21 de novembro–23 de janeiro" / "6–11 de maio" | Rede Globo        |

### Cinema
| Ano  | Título                            | Personagem      |
| ---- | --------------------------------- | --------------- |
| 1998 | Contos de Lygia e Morte           |                 |
| 1995 | O Quatrilho                       | Padre Giobbe    |
| 1990 | Beijo 2348/72                     | Fotógrafo       |
| 1983 | A Próxima Vítima                  | Guido Andreolli |
| 1981 | Eles Não Usam Black-Tie           | Otávio          |
| 1980 | Asa Branca: Um Sonho Brasileiro   | Toninho         |
| 1980 | Gaijin – Os Caminhos da Liberdade | Enrico          |
| 1976 | O Jogo da Vida                    | Perus           |
| 1958 | O Grande Momento                  | Zeca            |

## Teatro
| Ano  | Título                                        |
| ---- | --------------------------------------------- |
| 1958 | Eles Não Usam Black-Tie                       |
| 1959 | Gimba                                         |
| 1960 | A Semente                                     |
| 1964 | O Filho do Cão                                |
| 1964 | O Cimento                                     |
| 1964 | História de um Soldado                        |
| 1965 | Arena Conta Zumbi                             |
| 1967 | Arena Conta Tiradentes                        |
| 1967 | A Criação do Mundo Segundo Ari Toledo         |
| 1968 | Animália                                      |
| 1969 | Marta Saré                                    |
| 1971 | Castro Alves Pede Passagem                    |
| 1972 | Botequim                                      |
| 1972 | Basta!                                        |
| 1973 | Um Grito Parado no Ar                         |
| 1976 | Ponto de Partida                              |
| 1979 | Que País É Esse, Que Zorra!                   |
| 1979 | Crônica de um Cidadão sem Nenhuma Importância |
| 1988 | Pegando Fogo... Lá Fora                       |
| 1994 | Que Fazer Leonel?                             |
| 1995 | A Canastra de Macário                         |
| 1998 | Anjo na Contramão                             |
| 2001 | Luta Secreta de Maria da Encarnação           |

## Prêmios e indicações
| Ano                                          | Categoria                       | Nomeações                              | Resultado             | Ref.                  |
| Troféu APCA (ou APCT)                        | Troféu APCA (ou APCT)           | Troféu APCA (ou APCT)                  | Troféu APCA (ou APCT) | Troféu APCA (ou APCT) |
| -------------------------------------------- | ------------------------------- | -------------------------------------- | --------------------- | --------------------- |
| 1957                                         | Melhor Ator Revelação em Teatro | Ratos e Homens                         | Venceu                | [ 9 ]                 |
| 1958                                         | Melhor Autor Revelação          | Eles Não Usam Black-Tie                | Venceu                | [ 10 ]                |
| 1966                                         | Melhor Ator em Teatro           | O Inspetor Geral                       | Venceu                | [ 11 ]                |
| 1971                                         | Melhor Autor                    | Castro Alves Pede Passagem             | Venceu                | [ 12 ]                |
| 1976                                         | Melhor Autor                    | Ponto de Partida                       | Venceu                | [ 13 ]                |
| 1974                                         | Melhor Ator de Televisão        | Mulheres de Areia                      | Venceu                | [ 14 ]                |
| 1982                                         | Melhor Ator em Filme Dramático  | Eles Não Usam Black-Tie                | Venceu                | [ 15 ]                |
| Festival de Brasília                         |                                 |                                        |                       |                       |
| 1965                                         | Melhor Ator                     | A Hora e a Vez de Augusto Matraga      | Venceu                | [ 15 ]                |
| Festival de Gramado                          |                                 |                                        |                       |                       |
| 1979                                         | Melhor Ator Coadjuvante         | Diário da Província                    | Venceu                | [ 15 ]                |
| Prêmio Air France                            |                                 |                                        |                       |                       |
| 1981                                         | Melhor Ator/ Co-Roteirista      | Eles Não Usam Black-Tie                | Venceu                |                       |
| Prêmio Arlequim do Festival de Teatro Amador |                                 |                                        |                       |                       |
| 1955                                         | Melhor Ator                     | Está Lá Fora um Inspetor, de Priestley | Venceu                | [ 9 ]                 |
| Prêmio Governador do Estado                  |                                 |                                        |                       |                       |
| 1958                                         | Melhor Autor Revelação          | Eles Não Usam Black-Tie                | Venceu                | [ 9 ]                 |
| 1966                                         | Melhor Ator em Peça Teatral     | O Inspetor Geral                       | Venceu                | [ 11 ]                |
| 1976                                         | Melhor Autor                    | Ponto de Partida                       | Venceu                | [ 13 ]                |
| Prêmio Mambembe                              |                                 |                                        |                       |                       |
| 1976                                         | Melhor Autor                    | Ponto de Partida                       | Venceu                | [ 13 ]                |
| Prêmio Molière                               |                                 |                                        |                       |                       |
| 1971                                         | Melhor Autor                    | Castro Alves Pede Passagem             | Venceu                | [ 12 ]                |
| 1976                                         | Melhor Autor                    | Ponto de Partida                       | Venceu                | [ 13 ]                |
| Prêmio Saci                                  |                                 |                                        |                       |                       |
| 1962                                         | Melhor Ator de Teatro           | A Mandrágora                           | Venceu                | [ 16 ]                |